# Sophie Charlotte
Sophie Charlotte Wolf Silva, née le 29 avril 1989 à Hambourg, est une actrice germano-brésilienne.

## Biographie
Sophie est née à Hambourg en Allemagne, fille d'une mère allemande et d'un père brésilien. Sophie déménagea au Brésil quand elle avait sept ans. À l'âge de 19 ans, elle a quitté la maison de ses parents à Niterói, pour vivre à Rio de Janeiro avec son amie Carolinie Figueiredo. Elle cite Madonna comme source d'inspiration.

## Filmographie

### Télévision
- 2004	: Malhação : étudiant de choix multiple (participation)
- 2005	: Malhação : Azaleia
- 2006	: Sítio do Pica-Pau Amarelo : Cinderela
- 2006  : Le Roman de la vie: Joyce
- 2007-2009  : Malhação : Angelina Maciel
- 2009  : Caras & Bocas : Vanessa Barros Ferreira (Vanessinha)
- 2010	: Ti Ti Ti : Stéfany Oliveira
- 2011	: Fina Estampa : Amora Campana
- 2012	: As Brasileiras : Esplendor
- 2013	: Sangue Bom : Amora Campana
- 2014	: Serra Pelada - La saga d'or : Tereza
- 2014	: Doce de Mãe : Maria Eduarda Mahler (Duda)
- 2014	: O Rebu : Maria Eduarda Mahler (Duda)
- 2015	: Babilônia : Alice Junqueira
- 2017	: Os Dias Eram Assim : Alice Sampaio Pereira

### Cinéma
- 2013 : Serra Pelada : Teresa
- 2016 : Reza a Lenda : Severina
- 2016 : Barata Ribeiro, 716 : Gilda
- 2016 : Tamo Junto : Júlia
- 2023 : The Killer de David Fincher : Magdala

### Théâtre
- 2008 : O Apocalipse : assistante de dieu
- 2009 : Confissões de Adolescente : Sophie